# Рагална
Рагална (итал. Ragalna) је насеље у Италији у округу Катанија, региону Сицилија.
Према процени из 2011. у насељу је живело 3302 становника. Насеље се налази на надморској висини од 778 м.

## Становништво
Према резултатима пописа становништва 2011. у општини је живело 3.676 становника.
| 1931. | 1936. | 1951. | 1961. | 1971. | 1981. | 1991. | 2001. | 2011. |
| ----- | ----- | ----- | ----- | ----- | ----- | ----- | ----- | ----- |
| 2.055 | 2.158 | 2.159 | 2.036 | 1.903 | 2.025 | 2.591 | 3.103 | 3.676 |